# Josef Hellmesberger II
Josef Hellmesberger II, surnommé Pépi par ses proches (9 avril 1855 - 26 avril 1907), est un compositeur, violoniste et chef d'orchestre autrichien.

## Biographie
Hellmesberger est le fils du violoniste et chef d'orchestre Josef Hellmesberger I (1828-1893) qui fut son premier professeur. Il est issu d'une famille de musiciens comprenant son grand-père Georg Hellmesberger I (1800-1873), son oncle Georg Hellmesberger II (1830-1852) et son frère Ferdinand Hellmesberger (1863-1940).
En 1875, Hellmesberger devient membre du Quatuor Hellmesberger et, en 1887, son directeur principal. En 1878, Hellmesberger devient violoniste solo de la Chapelle de la Cour de Vienne et professeur au conservatoire de Vienne. En 1890, il devient le premier hofkapellmeister à l'Opéra de la Cour de Vienne et, de 1901 à 1903, il fut le principal chef d'orchestre de l'Orchestre philharmonique de Vienne.
En 1904 et 1905, il fut maître de chapelle au Hoftheater de Stuttgart.
Son œuvre comprend 22 opérettes, six ballets, de la musique de danse et des lieder.
Hellmesberger meurt à Vienne à l'âge de 52 ans.

## Œuvres
Il écrivit 22 opérettes, 6 ballets, des danses, des Lieder et des marches.
| Œuvres de Josef Hellmesberger fils | Œuvres de Josef Hellmesberger fils                          | Œuvres de Josef Hellmesberger fils                          |
| ---------------------------------- | ----------------------------------------------------------- | ----------------------------------------------------------- |
| 1879                               | Musique de fête pour les noces d'argent de Franz Josephs I. | Musique de fête pour les noces d'argent de Franz Josephs I. |
| 1880                               | Der Graf von Gleichen                                       | Opérette                                                    |
| 1880                               | Kapitän Ahlström                                            | Opérette                                                    |
| 1881                               | Der Rattenfänger von Hameln                                 | Musique de scène pour le Ringtheater                        |
| 1884                               | Harlekin als Elektriker                                     | Ballet                                                      |
| 1886                               | Der schöne Kurfürst                                         | Opérette                                                    |
| 1886                               | Fata Morgana                                                | Opéra                                                       |
| 1887                               | Die verwandelte Katze                                       | Ballet                                                      |
| 1887                               | Rikiki                                                      | Opérette                                                    |
| 1889                               | Das Orakel                                                  | Opérette                                                    |
| 1890                               | Der bleiche Gast                                            | Opérette                                                    |
| 1890                               | Meißner Porzellan                                           | Ballet                                                      |
| 1891                               | Das Licht                                                   | Ballet                                                      |
| 1892                               | Vater Radetzky                                              | Jeu de fête                                                 |
| 1893                               | Die fünf Sinne                                              | Ballet                                                      |
| 1895                               | Die Doppelhochzeit                                          | Opérette                                                    |
| 1902                               | Der Wunderkaftan                                            | Opérette                                                    |
| 1902                               | Die Perle von Iberien                                       | Ballet                                                      |
| 1904                               | Das Veilchenmädel                                           | Opérette                                                    |
| 1904                               | Die Eisjungfrau                                             | Opérette                                                    |
| 1905                               | Wien bei Nacht                                              | Opérette                                                    |
| 1905                               | Die schöne Liedersängerin                                   | Opérette                                                    |
| 1906                               | Triumph des Weibes                                          | Opérette                                                    |
| 1906                               | Die drei Engel                                              | Opérette                                                    |
| 1906                               | Mutzi                                                       | Opérette                                                    |
| 1909                               | Der letzte Fasching                                         | Opérette                                                    |
| 1911                               | Der Veilchenkavalier                                        | Opérette                                                    |
| 1934                               | Wiener G'schichten                                          | Singspiel, complété par O. Jascha                           |
|                                    | Die Schmauswaberl                                           | Opérette                                                    |
|                                    | Drei Schwarzmäntel                                          | Opérette                                                    |
| posthume                           | Der Schusterkönig                                           | Opérette                                                    |
| posthume                           | Nachtfalter                                                 | Opérette                                                    |
| posthume                           | Die beiden Mazzi                                            | Opérette                                                    |

### Autres œuvres
- Danse Diabolique'
- Auf Wiener Art (Polka française)
- Kleiner Anzeiger (Polka rapide)
- Valse Espagnole
- Elfenreigen
- Leichtfüssig (Polka rapide)

## Postérité
Certaines œuvres de Hellmesberger sont interprétées lors du traditionnel concert du nouvel an à Vienne :
- La polka rapide Leichtfüßig : en 1997 (Riccardo Muti) et 2007 (Zubin Mehta)
- Le galop Kleiner Anzeiger, op. 4 : en 1998 (Zubin Mehta), 2008 (Georges Prêtre) et 2022 (Daniel Barenboim)
- La Danse diabolique : en 2002 (Seiji Ozawa) et 2012 (Mariss Jansons)
- La polka française, Aus Wiener Art, sans numéro d'opus : en 2005 (Lorin Maazel)
- Elfenreigen, sans numéro d'opus : en 2007 (Zubin Mehta) et 2019 (Christian Thielemann)
- La Valse espagnole : en 2009 (Daniel Barenboim)
- La danse tsigane Die Perle von Iberien : en 2011 (Franz Welser-Möst)
- La polka-mazurka Unter vier Augen : en 2013 (Franz Welser-Möst)
- La polka française Vielliebchen, op. 1 : en 2014 (Daniel Barenboim)
- Ball-Szene' : en 2016 (Mariss Jansons)
- La valse Entr'acte : en 2019 (Christian Thielemann)
- La gavotte Gavotte : en 2020 (Andris Nelsons)
- La pièce de caractère Heinzelmännchen : en 2022 (Daniel Barenboim)
- La polka Glocken-Polka mit Galopp : en 2023 (Franz Welser-Möst)